# Calyptraster coa
Calyptraster coa är en sjöstjärneart som beskrevs av Percy Sladen 1882. Calyptraster coa ingår i släktet Calyptraster och familjen knubbsjöstjärnor. Inga underarter finns listade i Catalogue of Life.